# Giorgio Perlasca

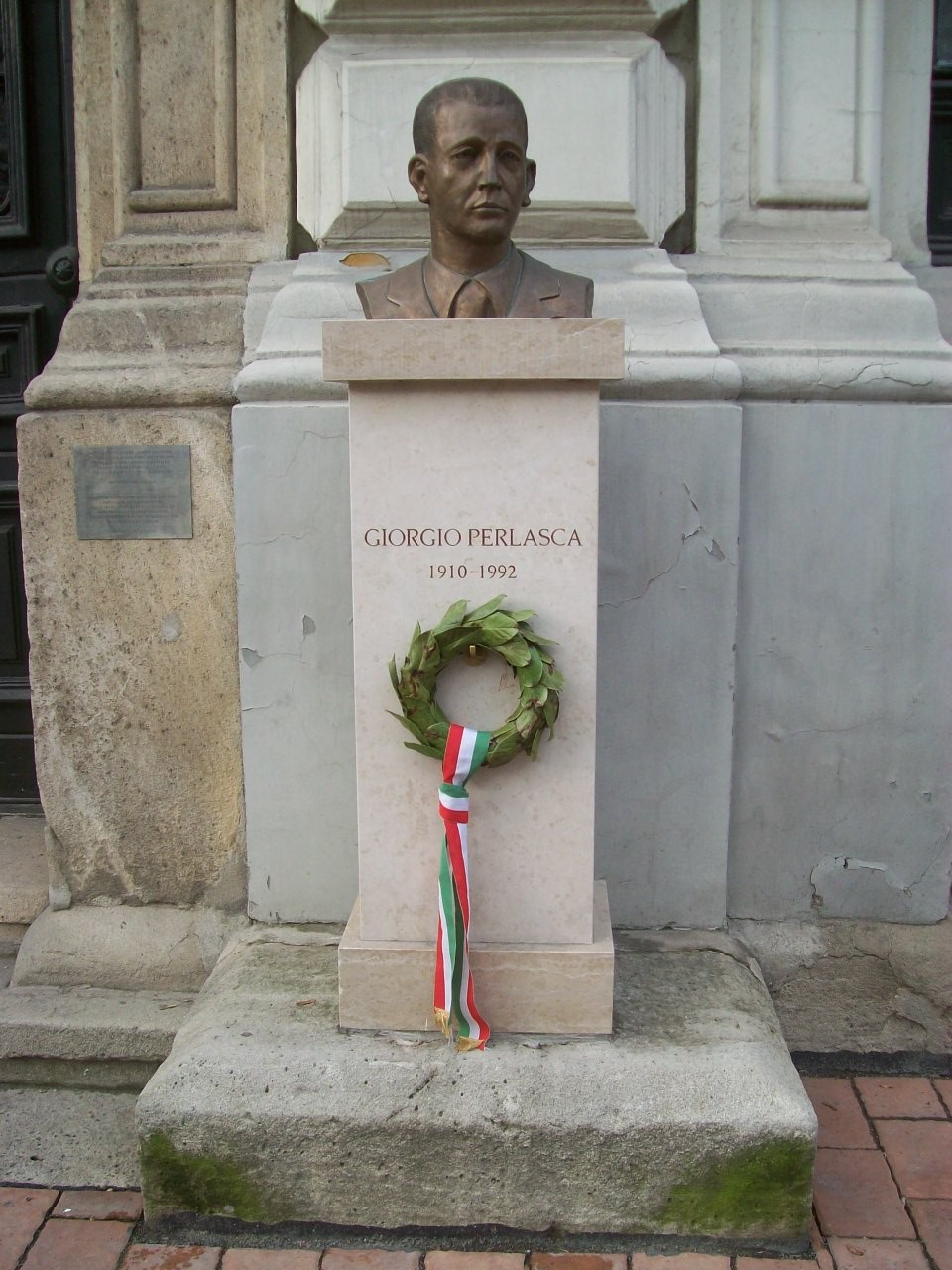
Giorgio-Perlasca-Büste in Budapest

Giorgio Perlasca (* 31. Januar 1910 in Como, Italien; † 15. August 1992 in Padua, Italien) war ein italienischer Geschäftsmann, der, obgleich ursprünglich Faschist, in den Jahren 1944/45 in Budapest tausende Juden vor der Deportation rettete.

## Faschistische Jugend
Perlasca wandte sich bereits als Schüler dem frühen Faschismus eines Gabriele D’Annunzio zu. Er wurde deshalb für ein Jahr von allen Schulen Italiens ausgeschlossen. Er meldete sich 1935 als Freiwilliger für den völkerrechtswidrigen Abessinienfeldzug und ging 1936 nach Spanien, um den Aufstand unter Franco gegen die spanische Republik zu unterstützen, wo er bis 1939 als Artillerist tätig war (der Spanische Bürgerkrieg wurde vom NS-Regime und von Mussolini unterstützt und endete im April 1939 mit dem Sieg Francos, der sich danach zum Diktator („Caudillo“) entwickelte).

## Entfremdung
Zunehmend entfremdete sich Perlasca vom Faschismus mussolinischer Prägung. Er war mit den 1938 verkündeten italienischen Rassengesetzen nicht einverstanden. Auch fand er es unverständlich, dass Italien in ein Bündnis – die „Achse Berlin-Rom“ – mit dem nationalsozialistischen Deutschland getreten war, obwohl Italien Deutschland und Österreich-Ungarn noch im Ersten Weltkrieg als Feind in blutigen Schlachten bekämpft hatte.

## In Budapest
Mit Beginn des Zweiten Weltkrieges war Giorgio Perlasca als Angestellter einer Triester Konservenfabrik mit dem Import von Rindern aus dem Balkan beauftragt. Zunächst war er in Jugoslawien, ab Ende 1942 in Ungarn tätig. Perlasca verbrachte in dem kosmopolitischen Budapest eine sehr vergnügliche Zeit und schloss viele Freundschaften.
Nach Bekanntgabe des Waffenstillstandes zwischen Italien und den alliierten Streitkräften am 8. September 1943 schlug sich Perlasca auf die Seite von Badoglio und des italienischen Königs, während der offizielle italienische Botschafter sich Mussolinis „Republik von Salò“ anschloss.

### Im Staat der Pfeilkreuzler
Mit dem Einmarsch der Deutschen in Ungarn im März 1944, in welchen Admiral Horthy, das ungarische Staatsoberhaupt, auf persönlichen Druck Hitlers hatte einwilligen müssen, war auch Perlascas Situation prekär geworden. Um sich einer drohenden Verhaftung zu entziehen, wandte er sich an die spanische Botschaft. In Anerkennung seiner Verdienste im spanischen Bürgerkrieg hatte er nämlich eine Bescheinigung erhalten: „Lieber Kamerad, in welchem Teil der Welt du dich auch befinden mögest, wende dich an Spanien“. Der spanische Botschafter Ángel Sanz Briz gewährte ihm deshalb Unterkunft in einer von Spanien angemieteten Villa mit extraterritorialem Status. Als er jedoch keine Möglichkeit sah, nach Süditalien – dem von den alliierten Streitkräften bereits zurückeroberten Gebiet – zu gelangen, stellte sich Perlasca den ungarischen Behörden und ließ sich mit Diplomatenstatus internieren. Die im Internierungslager Kékes verbrachte Zeit behielt er in angenehmer Erinnerung. Da er befürchtete, wie die von den Deutschen in Italien internierten italienischen Staatsangehörigen behandelt und nach Deutschland deportiert zu werden, begab er sich am 13. Oktober 1944 mit Genehmigung des ungarischen Innenministeriums nach Budapest und tauchte dort unter.
Ungarn hatte zwar schon 1938 antisemitische Gesetze erlassen, die jedoch bei weitem nicht mit der Entrechtung durch die deutschen Gesetze vergleichbar waren. Auch spätere, in Öffentlichkeit und Parlament durchaus umstrittene Verschlechterungen der rechtlichen Lage der jüdischen Bevölkerung, wobei der Begriff des Juden rassisch, nicht religiös verstanden wurde, hatten nicht verhindern können, dass Budapest bis zum Einmarsch der Deutschen März 1944 die letzte Kapitale Europas im Einflussbereich des Deutschen Reiches war, in der die Synagogen noch ungehindert aufgesucht werden konnten.
Im März 1944 marschierte das Sondereinsatzkommando Eichmann in einer Kolonne von 1,6 km Länge in Budapest ein. Dies war ein öffentlich gemeintes Signal, welches Schicksal die Juden erwarten sollte. Adolf Eichmann teilte das Land in Bezirke ein und ließ innerhalb von zwei Monaten rund 450.000 Juden durch Vergasung ermorden, hauptsächlich in Auschwitz. Am 7. Juli 1944 ordnete der ungarische Staatschef Admiral Horthy unter dem Druck des Auslandes, insbesondere aber auch, weil die russische Armee bereits an den Grenzen Ungarns stand, den Stopp der Vernichtungsaktion an. Bis dahin waren nur die Budapester Juden verschont worden.

### Jorge Perlasca
Perlasca hatte bereits während seiner Tätigkeit in Belgrad die Deportation der dortigen Juden beobachten können. Ihre sichere Ermordung in den Vernichtungslagern war allgemein bekannt. Nach der von den Deutschen am 16. Oktober 1944 erzwungenen Abdankung Admiral Horthys und der Installierung des faschistischen Regimes der Pfeilkreuzler unter dem „Volksführer“ und Ministerpräsidenten Ferenc Szálasi begannen Eichmanns Untergebene auch in Budapest ihr Vernichtungswerk. Perlasca war überglücklich, als er vom spanischen Botschafter, der ihm gleichzeitig einen spanischen Pass aushändigte, mit der Versorgung der von Spanien geschützten Häuser betraut wurde. Giorgio Perlasca, der 1936 in Spanien ein perfektes Spanisch erlernt hatte, hieß fortan Jorge Perlasca.
Die spanische Botschaft hatte, wie auch Botschaften anderer neutraler Länder, insbesondere Schwedens, aber auch der Schweiz, Portugals und des Vatikans einer kleineren Anzahl von Juden so genannte Schutzpässe ausgestellt, mit der Begründung, es handele sich um Nachfahren der 1492 aus Spanien vertriebenen sephardischen Juden, und, weil sie nicht anders vor Eichmanns Kommandos und den Pfeilkreuzlern zu schützen waren, in angemieteten Häusern untergebracht. Die Zahl der Schützlinge wuchs ständig.
Perlasca war zunehmend auf eigene Faust tätig, intervenierte persönlich bei Mitgliedern der ungarischen Regierung gegen rechtswidrige Übergriffe, suchte regelmäßig den Güterbahnhof auf, von dem täglich Juden in Viehwagons zur Vergasung abtransportiert wurden, und konnte so in Einzelfällen Juden noch vor dem Abtransport retten. Seine Hauptaufgabe war es jedoch, täglich die Häuser aufzusuchen, in denen die „spanischen Juden“ untergebracht waren und durch seine Präsenz als offizieller Abgesandter der Botschaft Übergriffe der SS-Kommandos und der ungarischen Behörden sowie der Pfeilkreuzler, die sich mit dem Nahen der Roten Armee zunehmend radikalisierten, zu verhindern.

### Der Botschafter
Ende November 1944 war der spanische Botschafter Ángel Sanz Briz der Meinung, das Spiel mit den ungarischen Behörden, im Gegenzug zur vage in Aussicht gestellten Anerkennung des Regimes die Rettung vieler Juden zu tolerieren, nicht weiter fortsetzen zu können. Zu einer derartigen diplomatischen Anerkennung war er nämlich nicht befugt. Er bot Perlasca an, ihm in die Schweiz nachzufolgen.
Perlasca entschloss sich, wohl auch aus privaten Gründen, in Budapest zu bleiben. Am nächsten Tag inspizierte er wie gewohnt die unter spanischer Hoheit stehenden Häuser. Die ungarische Regierung hatte jedoch Kenntnis von der Abreise des spanischen Botschafters erlangt und dies als Abbruch der diplomatischen Beziehungen verstanden. Sie hatte sich deshalb entschlossen, die Häuser, in welchen tausende „spanischer“ Juden in drangvoller Enge untergebracht waren, zu räumen. Perlasca verhinderte dies, in dem er wahrheitswidrig behauptete, Ángel Sanz Briz habe ihn für die Zeit seiner Abwesenheit zum Stellvertretenden Botschafter ernannt. Diese Lüge fand bei den ungarischen Behörden Glauben, die ihn als Botschafter akkreditierten.
Die ungarische Regierung glaubte, über Perlasca in Verhandlungen mit den West-Alliierten treten zu können und bei ihnen gegen die kurz vor Budapest stehenden Russen Unterstützung zu finden. Außerdem hatten die auf ungarischer Seite handelnden maßgeblichen Personen die Hoffnung, im Falle des drohenden Zusammenbruchs, in dem ihnen geistesverwandten faschistischen Spanien Zuflucht finden zu können.
Dies ermöglichte ihm, wie auch den übrigen Botschaften der neutralen Länder, eine hektische, stets gefährdete Tätigkeit zugunsten der unter ihren Schutz gestellten Juden. Vom 1. Dezember 1944 bis zum 16. Januar 1945, als die Rote Armee auch in den Stadtteil Budapests einmarschierte, in dem sich die spanische Botschaft befand, gelang es Perlasca, als amtierender Botschafter unter häufigem Einsatz seines Lebens und mutigen Dazwischenschreitens mehrere tausend Juden der sicheren Ermordung zu entreißen. Insgesamt haben in den Botschaften der neutralen Länder sowie deren Dependancen etwa 25.000 Juden überlebt.

## Nach dem Krieg
Nach seiner Rückkehr aus Ungarn berichtete Perlasca durchaus von seinen Erlebnissen. Auch übersandte er der spanischen Regierung einen umfassenden Bericht, den diese, ohne allerdings die Verdienste Perlascas zu erwähnen, zur eigenen Rehabilitierung als Beschützer der Juden verwandte. Weder der christdemokratische Politiker Alcide De Gasperi, noch der Präsident der Liberalen Partei Pella Forti schenkten Perlascas Berichten Beachtung. Auch die regionale Zeitung interessierte sich hierfür nicht. Perlascas wirtschaftliche Lebensumstände waren in der Nachkriegszeit prekär. Seine Taten fanden auf die Initiative geretteter Juden hin erst 1987 den Weg in die Öffentlichkeit. Danach wurden ihm unzählige Ehrungen zuteil. 1989 durfte er als einer der Gerechten unter den Völkern in Yad Vashem einen Baum pflanzen.

## Motive
Auf die Frage, was ihn zu seinen Taten bewogen habe, hat Perlasca mitgeteilt, er habe es nicht ertragen, zusehen zu müssen, wie Kinder umgebracht wurden. Er sei zwar nicht mehr Faschist, aber weder damals noch später Antifaschist gewesen.